# Pays Fisel
Pour l’article homonyme, voir Dañs fisel.

Carte des pays traditionnels de Bretagne.

Le Pays Fisel (Ar Vro Fisel en breton) est un pays traditionnel de Bretagne Centrale (du Kreiz Breizh) ; historiquement en Cornouaille, il se trouve actuellement au sud-ouest du département des Côtes-d'Armor, autour des communes de Maël-Carhaix et de Rostrenen.
C'est un terroir d'environ 20 km2, dont la moitié est recouverte de bois et de landes.

## Toponymie
Le nom du pays Fisel vient du costume traditionnel des hommes, pour lequel le chapeau présentait une ficelle au bas du bandeau de soie.

## Costumes

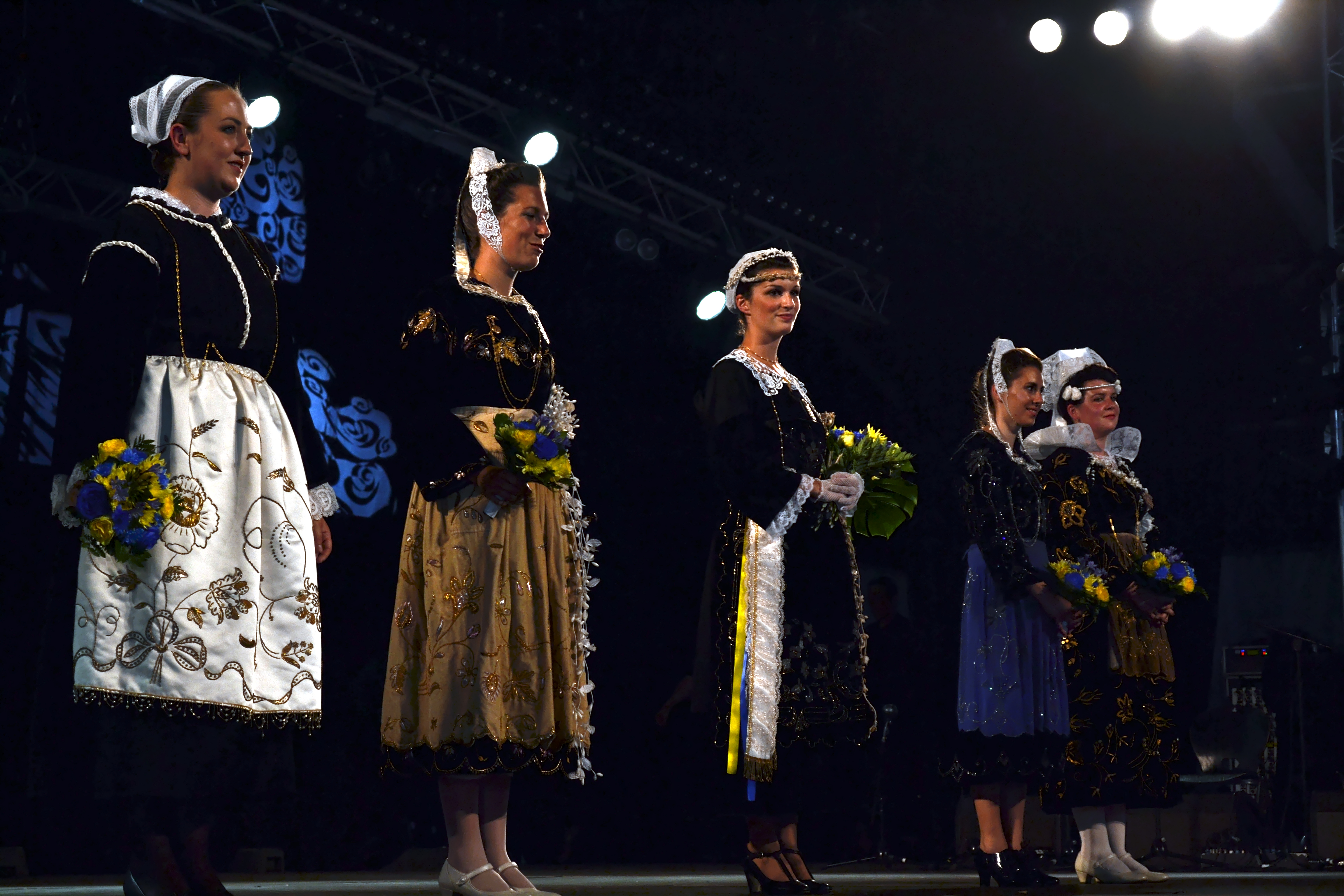
Marion Le Bihan (Rostrenen) au centre.
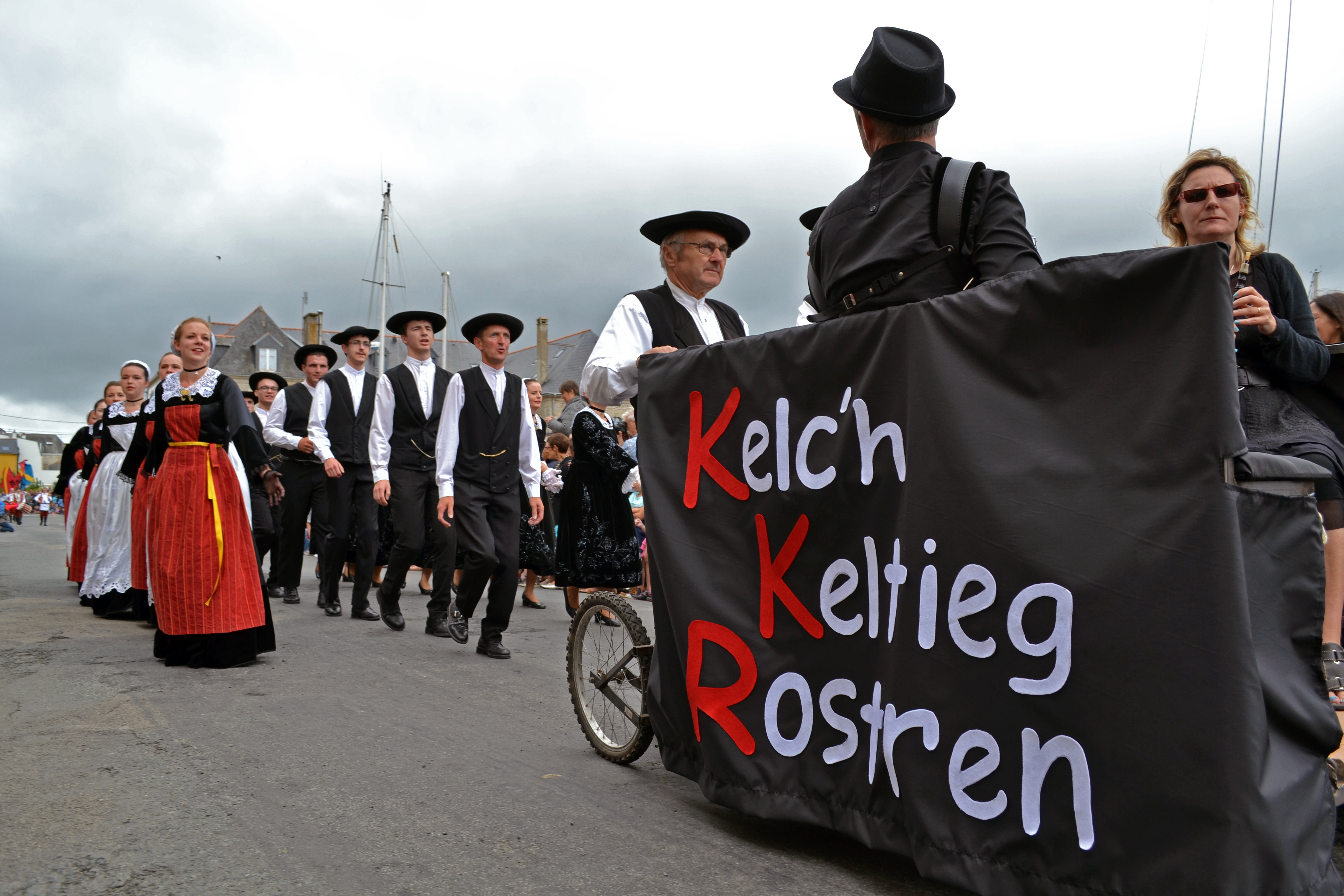
Défilé du Cercle celtique de Rostrenen (Kelc'h Keltieg Rostren) lors de la Fête des Brodeuses à Pont-L'Abbé.
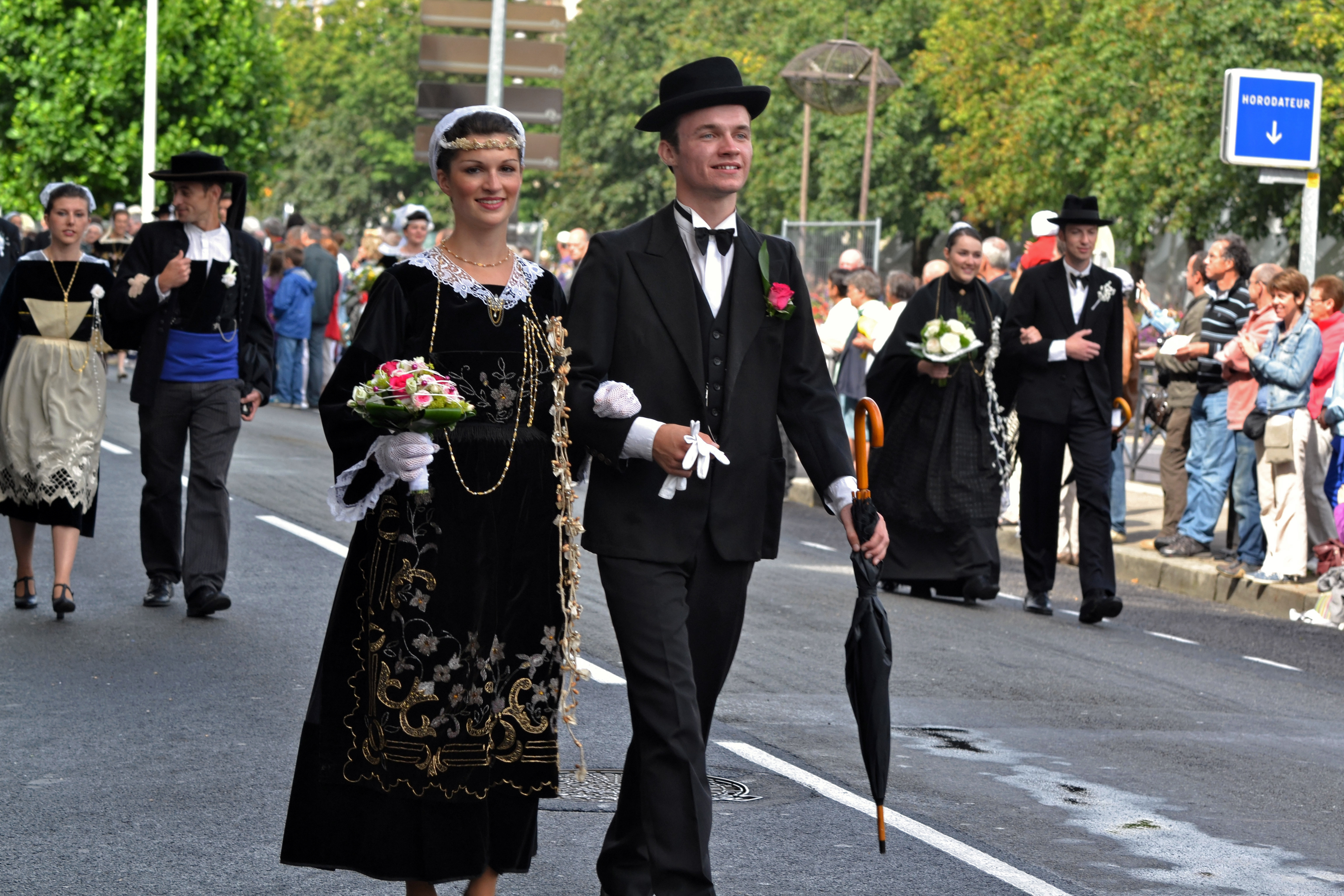
Marion Le Bihan (Rostrenen), élue Reine de Cornouaille 2013.
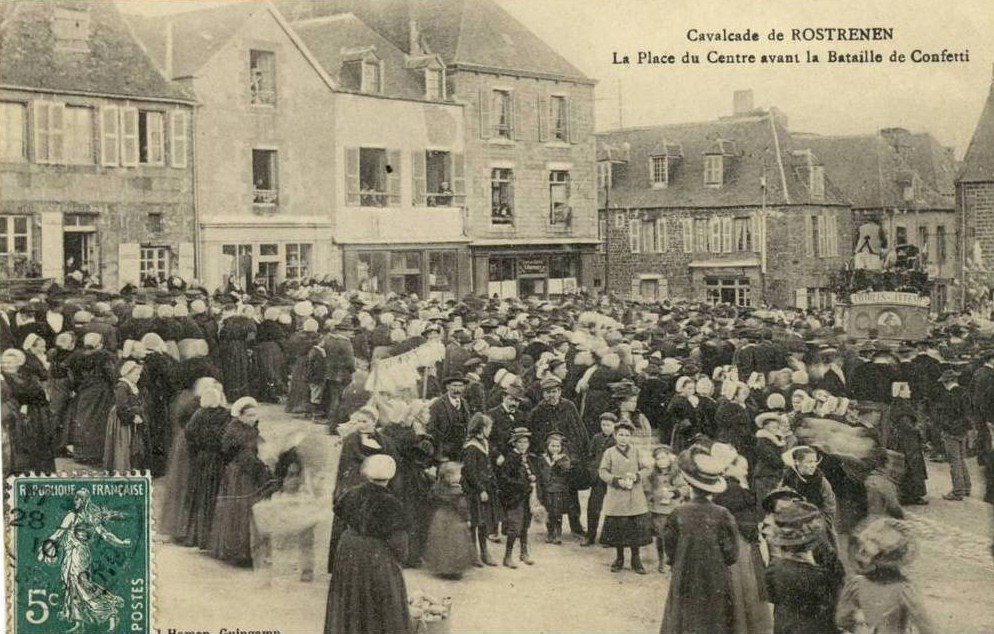
La Place du Centre avant la Bataille de Confetti (environ 1910).

## Géographie
Le pays Fisel recouvre les communes suivantes : Rostrenen, Maël-Carhaix, Carnoët, Le Moustoir, Treffrin, Trébrivan, Locarn, Saint-Nicodème, Tréogan, Kergrist-Moëlou, Duault, Saint-Servais, Glomel, Paule et Plévin.
Cette classification est critiquable, dans la mesure où des spécialistes des terroirs bretons considèrent certaines communes à cheval sur les pays Fisel et Fañch, à l'exemple de Plouguernével considéré par Géobreizh comme étant en pays Fañch et Carnoët et Locarn faisant partie du Poher pour certains historiens. 
Plusieurs critères sont retenus pour délimiter ce territoire : la danse, le costume, la musique, les dialectes.

## Personnalités du Pays Fisel
- Auguste Boncors, écrivain et néodruide ;
- Pier Boudouin, chanteur, compositeur et interprète de kan ha diskan ;
- Anatole Le Braz, professeur de lettres, écrivain et folkloriste ;
- Louise Ebrel, chanteuse ;
- Jean Le Fustec, journaliste et premier Grand Druide de la Gorsedd de Bretagne ;
- Glenmor (Milig Ar Skanv), Poète, écrivain, Barde, interprète, romancier, essayiste ;
- Pierre Le Gloan, as de la Seconde Guerre mondiale ;
- Sœurs Goadec, chanteuses ;
- Jean Kergrist, comédien, metteur en scène et écrivain ;
- Françoise Morvan, auteur, éditrice, traductrice et folkloriste ;
- Les Frères Morvan, chanteurs ;
- Armand Robin, écrivain libertaire, également traducteur, journaliste et homme de radio.
- Zon Budes (1929-2018), sonneur de treujenn-gaol (clarinette)